# 松島克守
松島 克守（まつしま かつもり、1945年7月17日 - 2021年11月29日）は、日本の工学者。学位は、工学博士。一般社団法人俯瞰工学研究所代表理事。東京大学名誉教授。元東京大学大学院 工学系研究科 総合研究機構 俯瞰工学部門教授。専門分野はビジネスモデル学、生産システム、俯瞰工学、産業戦略論。研究活動として、地域クラスターによる地域経済活性化、知の構造化、ビジネスモデル、企業の無形資産価値、ネット企業の価値評価、ベンチャー企業の成功モデル、テクノロジーロードマップの研究プロジェクトを推進していた。

## 経歴
- 東京大学工学部精密機械工学科卒業、同大学院工学系研究科修士課程修了。
- 石川島播磨重工業（現・IHI）の航空機エンジンの生産技術者を経て、東京大学助手として生産システムの知能化に従事。
- 西ドイツ・フンボルト財団の奨学研究員として、ベルリン工大でCAD/CAMの研究に従事。
- 日本IBMにて、CAD/CAM、CAE、AI、CIMのマーケティングを担当。
- UNIXワークステーションとパソコンのマーケティングの責任者を経験し、製造業のソリューション・マーケティング戦略を担当。
- IBMアジアパシフィック地域の製造業向けマーケティング戦略を担当。
- 1997年2月、世界最大手の会計事務所、プライス・ウォーターハウス経営コンサルタント部門の日本法人の常務取締役に就任。経営戦略、IT戦略、SCM・ERPプロジェクトの指導等を行う。
- 1999年8月、東京大学工学系研究科教授。
- 2002年1月、東京大学工学部総合研究機構・機構長就任（2003年3月まで）。
- 2003年3月、東京大学大学院工学系研究科 総合研究機構 俯瞰工学部門 教授。
- 2008年4月、東京大学総合研究機構 イノベーション政策研究センター センター長。
- 2009年4月、東京大学特任教授。
- 2009年6月、東京大学名誉教授。
- 2009年7月、一般社団法人俯瞰工学研究所代表理事。
- 2017年7月、DMG森精機(株)先端技術研究センター設立、センター長に就任。
- 2021年11月29日、逝去

## 役職
- (NPO)ビジネスモデル学会会長
- (NPO)ITコーディネータ協会理事
- プラチナ構想ネットワーク　幹事
- (財)ディジタルコンテンツ協会理事
- 二子玉川クリエイティブシティーコンソーシアム　副会長
- 青森県青森県PGブランド推進協議会　外部評価委員会　委員長
- 青森県ライフイノベーション戦略策定委員会　委員長
- 長野県中小企業振興審議会　委員
- 信州スマートデバイスクラスター 技術評価委委員

- (社)日本工学アカデミー会員
- 青森県「元気あおもり応援隊」
- 静岡県「ファルマバレー応援団」

## 著書
- 『俯瞰経営学』工業調査会、2009年
- 『今、そして未来』工業調査会、2009年
- 『クラスター形成による「地域新生のデザイン」(俯瞰工学講座シリーズ)』坂田一郎、濱本正明と共著、東大総研、2005年
- 『MOTの経営学』日経BP出版センター、2004年
- 『動け!日本―イノベーションで変わる生活・産業・地域』日経BP社、2003年
- 『エレクトロニック・コマースの衝撃―電子商取引がビジネスを変える』中島洋と共著、日本経済新聞社、1996年
- 『CALS戦略とEC「電子商流」(エレクトロニック・コマース)』生産性出版、1995年
- 『文化系のインターネット入門』共著、日本能率協会
- 『IT「情報技術」とリエンジニアリング』日本能率協会マネジメントセンター、1994年
- 『ダウンサイジングのすすめ―ITを活かしたビジネス・リエンジニアリング』（翻訳）、工業調査会、1993年
- 『ITで会社を変える』工業調査会、1993年
- 『CIM/MAP絵とき読本』共著、オーム社
- 『CIM／FA辞典』共著、産業調査会
- 『CIM製造業の情報戦略―勝ち残りへの選択』工業調査会、1987年
- 『やさしいCAD/CAM』工業調査会、1983年
- 『自動車組立工学』共訳、培風館
- 『機械の故障診断』共訳、プラントエンジニアリング協会